# Nils Brundin
Nils Herman Brundin, född 15 september 1909 i Malmö Sankt Pauli församling, död 18 december 1982 i Nora bergsförsamling i Örebro län, var en svensk metallurg och friidrottare (stående höjdhopp). Han tävlade för klubben IFK Malmö och vann SM i stående höjdhopp åren 1932 och 1934. 
Efter studentexamen vid Växjö högre allmänna läroverk 1927 blev han filosofie kandidat vid Lunds universitet 1932 och filosofie licentiat där 1933. Han var också student vid universitetet i Göttingen 1932. Han företog studieresor till England 1945 och 1946, Schweiz och Frankrike 1947 samt USA 1946. Nils Brundin var anställd hos Bolidens Gruv AB 1934–1935 och Ismay Industries i Dajenhaw, England, 1937–1938 innan han 1944 blev chef för metallurgiska forskningsavdelningen vid Höganäs-Billesholms AB.
Han var också en framgångsrik friidrottare, han slog rekord i stående höjdhopp 1932 (1.57) och 1934 (1.59) och var svensk mästare i samma gren 1932, 1933 och 1934.
Nils Brundin var son till lektor J. A. Z. Brundin och Sigrid Lidström. Han gifte sig 1937 med Inga Greta Broman (1909–1997) och fick sönerna Thomas Brundin (född 1942), och Hans Brundin (född 1944). Makarna Brundin är begravda på Kapellkyrkogården i Falkenberg.